# Cronache di Bustos Domecq
Cronache di Bustos Domecq è un romanzo scritto da Jorge Luis Borges e Adolfo Bioy Casares nel 1967.

## Edizioni italiane
- trad. di Francesco Tentori Montalto, Einaudi, Torino, 1975; n. ed. a cura di Glauco Felici, trad. di Francesco Tentori Montalto, Einaudi, Torino, 1999